# Кумкуат
Кумкуат (Citrus japonica) са група от малки овощни дървета от семейство Седефчеви. Познати са и под вече историческото им название Fortunella.
Ядливият им плод прилича на портокал, но е доста по-малък, бидейки приблизително с размера и формата на голяма маслина. Кумкуатът е сравнително студоустойчив.

## Име
Наименованието „кумкуат“ произлиза от кантонското gām-gwāt (на китайски: 金橘), което в превод означава „златен портокал“ или „златна мандарина“.

## Произход
Кумкуатът е присъщ за Южна Азия и азиатското тихоокеанско крайбрежие. Най-ранното историческо споменаване на плода се появява в китайска литература от 12 век. Плодът е култивиран дълго време в Индия, Япония, Тайван, Филипините и Югоизточна Азия. Внесени са в Европа през 1846 г. от Робърт Форчън, а малко след това са внесени и в Северна Америка.

## Описание
Кумкуатът е бавно растящ вечнозелен храст или дребно дърво, с размери от 2,5 до 4,5 метра, с гъсти клони, понякога с малки бодли. Листата са тъмнозелени и лъскави, а цветовете са бели, подобни на тези на другите цитрусови плодове. В зависимост от размера, кумкуатът може да дава стотици, дори хиляди плодове всяка година.

## Разновидности
Обикновено Citrus japonica се отнася за кръглата разновидност на плода, но всъщност той има общо шест разновидности:
- Хонконгски кумкуат (Fortunella hindsii)
- Малайски кумкуат (Fortunella polyandra)
- Маруми кумкуат (Fortunella japonica)
- Мейва кумкуат (Fortunella crassifolia)
- Нагами кумкуат (Fortunella margarita)
- Фукуши кумкуат (Fortunella obovata)

## Отглеждане и използване
Кумкуат се отглежда във Филипините, Китай, Южна Корея, Тайван, Югоизточна Азия, Непал, Пакистан, Иран, Близкия изток, Европа (основно в Корфу, Гърция) и САЩ (основно Флорида, Калифорния и Хаваи).
Те са доста по-студоустойчиви от други цитрусови плодове. Нагами кумкуатът се нуждае от горещо лято, с температури от 25 до 38 °C, но може да издържа на студ до -10 °C без поражения.
Плодът се консумира както суров, така и в преработен вид (сладко, мармалад, ликьор). Често се яде с кората, която е сладка и компенсира за киселия вкус на месестата част.

### Размножаване и опрашване
Кумкуатът не расте добре от семена, така че се размножава вегетативно. Както повечето цитруси, те се самоопрашват.